# Щепанув (Великопольське воєводство)
Щепанув (пол. Szczepanów) — село в Польщі, у гміні Ольшувка Кольського повіту Великопольського воєводства.
Населення — 87 осіб (2011).
У 1975—1998 роках село належало до Конінського воєводства.

## Демографія
Демографічна структура станом на 31 березня 2011 року:
|          | Загалом | Допрацездатний вік | Працездатний вік | Постпрацездатний вік |
| -------- | ------- | ------------------ | ---------------- | -------------------- |
| Чоловіки | 46      | 9                  | 34               | 3                    |
| Жінки    | 41      | 6                  | 23               | 12                   |
| Разом    | 87      | 15                 | 57               | 15                   |